# Episodi di Raven (quarta stagione)
La quarta e ultima stagione della sit-com Raven (That's so Raven) è stata trasmessa in prima visione negli Stati Uniti d'America dal 20 febbraio 2006 al 10 novembre 2007 sul canale Disney Channel. In Italia è andata in onda in prima visione da maggio a giugno 2007 sempre su Disney Channel.
Gli episodi sono stati trasmessi senza seguire necessariamente l'ordine cronologico interno (cioè il numero di produzione).
| nº | Titolo originale            | Titolo italiano              | Prima TV USA      | Prima TV Italia |
| -- | --------------------------- | ---------------------------- | ----------------- | --------------- |
| 1  | Raven, Sydney and the Man   | Far ridere è un'arte         | 20 febbraio 2006  | 21 maggio 2007  |
| 2  | Pin Pals                    | Spirito di squadra           | 24 febbraio 2006  | 22 maggio 2007  |
| 3  | Dues and Dont's             | Il primo giorno di lavoro    | 3 marzo 2006      | 23 maggio 2007  |
| 4  | Unhappy Medium              | Gli zombie secchioni         | 17 marzo 2006     | 24 maggio 2007  |
| 5  | Adventures in Boss-Sitting  | Boss sitter                  | 24 marzo 2006     | 25 maggio 2007  |
| 6  | Hook Up My Space            | Risistematemi la stanza      | 31 marzo 2006     | 28 maggio 2007  |
| 7  | Driving Miss Lazy           | Il bandito rosa              | 21 aprile 2006    | 29 maggio 2007  |
| 8  | Be Prepared                 | Piani anti-calamità          | 12 maggio 2006    | 30 maggio 2007  |
| 9  | Juicer Consequences         | Lo Spremitore                | 24 giugno 2006    | 31 maggio 2007  |
| 10 | Sister Act                  | La mini miss                 | 8 luglio 2006     | 1º giugno 2007  |
| 11 | Checkin' Out                | Partenza!                    | 28 luglio 2006    | 4 giugno 2007   |
| 12 | Fur Better or Worse         | La pelliccia della discordia | 5 agosto 2006     | 5 giugno 2007   |
| 13 | Mad Hot Cotillion           | La forza del Bon Ton         | 12 agosto 2006    | 6 giugno 2007   |
| 14 | When 6021 Met 4267          | Anime gemelle                | 18 agosto 2006    | 7 giugno 2007   |
| 15 | Soup to Nuts                | Sogni in brodo               | 25 agosto 2006    | 8 giugno 2007   |
| 16 | Members Only                | I Sigma                      | 15 settembre 2006 | 11 giugno 2007  |
| 17 | The Ice Girl Cometh         | La ragazza delle nevi        | 22 settembre 2006 | 12 giugno 2007  |
| 18 | Rae of Sunshine             | Raggi di sole                | 6 ottobre 2006    | 13 giugno 2007  |
| 19 | The Dress is Always Greener | Di nuovo amiche              | 25 novembre 2006  | 14 giugno 2007  |
| 20 | Teacher's Pet               | Scherzi scolastici           | 15 gennaio 2007   | 15 giugno 2007  |
| 21 | The Way They Were           | Il compleanno di Eddie       | 2 marzo 2007      | 18 giugno 2007  |
| 22 | Where There's Smoke         | Colpevole di innocenza       | 10 novembre 2007  | 19 giugno 2007  |

## Far ridere è un'arte
- Titolo originale: Raven, Sydney and the Man
- Diretto da: Rich Correll
- Scritto da: Marc Warren

Raven, Eddie e Chelsea fanno volontariato in un centro ricreativo per bambini. Raven conosce Sydney, una bambina molto sfortunata perché è orfana e vive presso dei genitori affidatari: Raven riesce ad abbattere il muro di silenzio che Sydney ha costruito nei confronti degli estranei e diventano molto amiche. Nel frattempo, Cory viene invitato al bar mitzvah di Larry e rimane colpito dai tanti soldi che ha ricevuto come regalo dai parenti, così si fa organizzare dal padre una festa simile in occasione del suo tredicesimo compleanno, che soprannomina bro mitzvah. Raven, dopo aver scoperto che Sydney sogna di fare la comica, le propone di esibirsi alla festa di Cory, ma la piccola è contraria e non si presenta al party: Raven ci parla e scopre che Sydney soffre nel vedere le riunioni familiari perché lei non ha nessuno, e perché appena si affeziona a qualcuno deve lasciarlo andare dato che passa da una famiglia affidataria all'altra. Tuttavia Raven la convince a esibirsi, mentre Victor rimprovera Cory per il comportamento immaturo che ha avuto nell'organizzare la festa, siccome l'ha fatto solo per guadagnare soldi. Cory, che vuole dimostrare al padre di essere maturato, devolve la somma raccolta al centro ricreativo di Sydney.
- Guest star: David Henrie (Larry), Sydney Park (Sydney), Karly Rothenberg (signora Valentine)

## Spirito di squadra
- Titolo originale: Pin Pals
- Diretto da: Rich Correll
- Scritto da: Dennis Rinsler

Donna Cabonna, la stilista preferita di Raven, si trasferisce a San Francisco e la ragazza vuole intrufolarsi alla festa di inaugurazione della nuova sede per conoscerla, poiché ha avuto una visione in cui le salverà la serata. Eddie e Chelsea si rifiutano di aiutarla in quanto la stessa sera loro tre avrebbero dovuto gareggiare in un torneo di bowling. Raven si introduce al party a tema Antico Egitto travestendosi da mummia e superando Tiffany, l'odiosa assistente di Donna; Raven viene scoperta, ma nello stesso momento in cui viene braccata dalla security arrivano Eddie e Chelsea vestiti da bowling. Raven dice agli invitati che Donna ha realizzato le loro camicie da bowling, ovviando alla presentazione dei veri abiti che non erano piaciuti agli ospiti. Donna, per sdebitarsi con Raven, le chiede di lavorare presso di lei come tirocinante dopo la scuola ogni martedì e giovedì.
Da quando Tonya è partita per studiare diritto internazionale in Inghilterra, Victor ha deciso che dovranno alternarsi a cucinare per la famiglia: Cory, che non intende farlo, ingaggia lo chef Heimlich per cucinare al posto suo. Victor scopre tutto e finge di aver avuto un attacco allergico per il cibo che, in teoria, dovrebbe essere stato cucinato da Cory, e chiede al figlio di elencargli tutti gli ingredienti usati per cucinare il piatto assaggiato. Allora Cory ammette di aver barato e promette che in futuro cucinerà da solo.
- Guest star: Jodi Shilling (Tiffany), Shon Little (chef Heimlich), Anne-Marie Johnson (Donna Cabonna)

## Il primo giorno di lavoro
- Titolo originale: Dues and Dont's
- Diretto da: Rich Correll
- Scritto da: Theresa Akana e Stacee Comage

Raven inizia a lavorare come tirocinante da Donna Cabonna, ma è delusa perché si aspettava di disegnare abiti, mentre invece è costretta a sbrigare mansioni pratiche. Come se non bastasse arrivano Chelsea, la señorita Rodriguez e l'intera classe di spagnolo per vedere l'ufficio che Raven si era vantata di avere, dato che Muffy non ci credeva. Prima che arrivino, Raven trova un diversivo per far assentare momentaneamente Donna e fingere che il suo ufficio sia il proprio. Gli ospiti indesiderati rischiano di rovinare l'ufficio della stilista, così Raven finisce per cacciarli, ma mentre pulisce fa inclinare accidentalmente una pregiata scultura. Donna ritorna ma non se ne accorge (mettendosi invece a parlare di quanto le mansioni che sta svolgendo le serviranno per accrescere disciplina, duro lavoro e pazienza, come è successo a lei), tuttavia Tiffany ci fa caso e la sfiora, facendola cadere.
Intanto Eddie regala una giacca di pelle a Cory, il quale trova in una tasca il biglietto vincente della lotteria di un programma radiofonico. Ricordatosi che aveva lasciato nella tasca il biglietto, Eddie torna da Cory e i due iniziano a litigare per averlo. Dopo un po', però, scoprono che in realtà hanno ascoltato solamente una ritrasmissione dei momenti migliori del programma, e che quindi la lotteria è scaduta da una settimana.
- Guest star: Ashley Drane (Muffy), Jodi Shilling (Tiffany), Rose Abdoo (señorita Rodriguez), Anne-Marie Johnson (Donna Cabonna)

## Gli zombie secchioni
- Titolo originale: Dues and Dont's
- Diretto da: Rich Correll
- Scritto da: Josh Lynn e Danny Warren

La famosa attrice Nikki Logan è la protagonista del film Gli zombie secchioni, che sarà girato nella scuola di Raven. Siccome il ruolo di Nikki è quello di una veggente, Raven le confessa il suo segreto dopo averla salvata dal soffocamento grazie a una visione, così da poter diventare sua amica ed essere invitata a Malibù. Raven invita l'attrice a casa sua, dove le spiega che le sue sono visioni occasionali che possono o non possono avverarsi, e che a parte questo è una ragazza come tutte le altre; Nikki rimane delusa e se ne va. Successivamente, Raven mima una visione in cui fa finta di parlare con gli spiriti (usando citazioni di vari film), il che porta a Nikki credere che questo sarà l'occasione per essere presa sul serio. Dopo che Nikki se ne va, Raven ha una visione in cui sembra che l'attrice sarà licenziata dal set a causa della sua recitazione, così tenta di metterla in guardia più volte, ma viene scambiata per una comparsa ed è lei ad essere "licenziata". Alla fine, Nikki rivela a Raven che non ha mai avuto intenzione di portarla a Malibù, confermando il suo atteggiamento superficiale e spocchioso; dopodiché, Raven ha una terza visione in cui la performance di Nikki sarà accolta con recensioni molto negative, tanto che dovrà dire addio alla sua lussuosa casa sulla spiaggia a Malibù. Stavolta però Raven, dal momento che pensa che Nikki se lo meriti, non glielo dice.
Nel frattempo, Cory trova un nuovo modo di fare soldi: ispirandosi al poster di un noto pugile, si fa tatuare su fronte e braccia la pubblicità del The Grub Club, un ristorante rivale del The Chill Grill, siccome il padre si era rifiutato di pubblicizzare il proprio in questa maniera. Dopo che Victor lo scopre, Cory decide di aiutarlo usando i soldi guadagnati per "affittare" un elefante chiamato Jumanji.
- Guest star: Brooke Lyons (Nikki Logan), Sam Rubin (se stesso), Amanda Tepe (Becky), Ryun Yu (Toshi Nakamora)

## Boss sitter
- Titolo originale: Adventures in Boss Sitting
- Diretto da: Eric Dean Seaton
- Scritto da: Jessica Lopez

Tiffany è fuori città e Raven deve sostituirla nel ruolo di assistente più stretta di Donna. Raven pregusta una serata romantica con Devon, rientrato a San Francisco per un viaggio di lavoro del padre, ma la sera stessa Donna viene lasciata dal fidanzato Teddy e si installa a casa della ragazza. Con l'aiuto di Eddie e Chelsea, Raven tenta senza successo di conciliare l'impegno di lavoro per Donna (che le ha dato un dispositivo che emette scosse ogni volta che la chiama) con la serata romantica con Devon, ma viene scoperta. Inizialmente Devon decide di lasciare Raven perché gli ha nascosto la verità e l'unica serata in cui potevano stare insieme è stata rovinata, ma poi tornano insieme. Anche Donna e Teddy riallacciano la loro relazione.
Nel frattempo, Cory esce con la sua nuova ragazza Brittany e si fa suggerire da Eddie di portarla a vedere un film romantico. Al cinema Cory incontra la sua ex Cindy (dalla quale si era separato una volta iniziate a frequentare scuole diverse), adesso fidanzata con Tyler, e durante la proiezione si rende conto di amarla ancora. Brittany lascia Cory mentre Cindy, colpita nell'aver visto l'ex piangere durante il film, decide di tornare con lui.
- Special guest star: Lil' J (Devon Carter)
- Guest star: Jodi Shilling (Tiffany), Jordyn Colemon (Cindy), Richard Horvitz (Teddy), Sahara Garey (Brittany), Vinnie Pergola (Tyler), Jamie Rash (attrice), Niner Parikh (ragazzo delle consegne), Anne-Marie Johnson (Donna Cabonna)

## Risistematemi la stanza
- Titolo originale: Hook Up My Space
- Diretto da: Richard Correll
- Scritto da: Michael Feldman

Raven ha bisogno di una stanza più grande per sistemare tutte le sue cose, e convince suo padre a farsi dare il seminterrato. Cory, che lo voleva per esercitarsi con la sua band, decide di vendicarsi e iscrive la sorella al reality show Risistematemi la stanza con il fine di arredarla in modo opposto a come la sorella la vorrebbe. Raven e Chelsea si travestono da operai per cercare di rimediare ma non riescono nel loro intento, e mentre salta la luce Chelsea finisce per incollare Raven al muro con la carta da parati. Raven si scusa con Cory per avergli "rubato" la stanza e decide di lasciargliela. Tuttavia, in seguito Cory fa ristrutturare la stanza esattamente come la sorella desidera sapendo quanto significhi per lei.
Nel frattempo, Victor ed Eddie decidono che devono rifarsi i muscoli dopo aver scoperto che in una scatola di Raven c'erano solo cuscini e peluches. Questo li porta a spostare i vecchi pesi di Victor nella vecchia stanza di Raven per allenarsi. Rinunciano presto all'idea, così concedono la stanza a Cory per farlo esercitare con la sua band.
- Guest star: Steve Truitt (Sly Huffington)

## Il bandito rosa
- Titolo originale: Driving Miss Lazy
- Diretto da: Eric Dean Seaton
- Scritto da: Michael Carrington

Eddie ha preso la patente ma non ha abbastanza soldi per comprarsi una macchina, perciò Raven e Chelsea accettano di sostenere la spesa insieme. Eddie è stanco di dover portare in giro le due ragazze, le quali si sono evidentemente approfittate della situazione (dipingendo persino di rosa la loro macchina), così le lascia a un mercatino di campagna e viaggia da solo, ma poi viene fermato da uno sceriffo e arrestato con l'accusa di essere il famigerato bandito rosa, responsabile di una serie di recenti furti con scasso nella zona. Chelsea cerca di risolvere la situazione con lo sceriffo, ma finisce dentro anche lei con l'accusa di essere complice di Eddie. Allora Raven si traveste da avvocato, ma non riesce a smuovere lo sceriffo e si ritrovano tutti e tre in cella, fino a che viene catturato il vero bandito rosa.
Nel frattempo, Stanley fa credere a Cory di essere in possesso di un profumo miracoloso che farà cadere tutte le ragazze ai suoi piedi, e glielo vende per 40 dollari. In realtà si tratta di un intruglio che attira i cani: Cory si vendica spruzzando il prodotto su Stanley e chiudendolo fuori dall'uscio.
- Special guest star: Tim Reid (sceriffo Jefferson)
- Guest star: Bobb'e J. Thompson (Stanley), Orlando Brown (il bandito rosa)

## Piani anti-calamità
- Titolo originale: Be Prepared
- Diretto da: Debbie Allen
- Scritto da: Marc Warren

Donna Cabonna chiede a Raven di ingaggiare i Boyz 'N Motion per girare un video sull'importanza dei piani anti-calamità. Raven li convoca per mostrare loro gli abiti che ha pensato di fargli indossare, ma il gruppo inizia a litigare su un evento del passato e rischia di sciogliersi. Raven, Eddie e Chelsea provano a farli riappacificare, ma all'improvviso nella sede scatta l'allarme perché Coco, il cane di Donna, ha morso alcuni cavi dopo che Raven lo ha chiuso in un ripostiglio perché aveva avuto una visione in cui strappava i suoi bozzetti, e i presenti non sanno come uscire dall'edificio in sicurezza. Raven riprende Coco e i vigili accorsi rassicurano i presenti sul fatto che si sia trattato di un falso allarme, ma suggeriscono di preparare quanto prima un piano di emergenza. I Boyz 'N Motion fanno pace e finalmente registrano il video.
- Special guest star: Maria Shriver (se stessa)
- Guest star: Columbus Short (Trey), Michael Copon (Ricky), Ryan Hansen (JJ), Jodi Shilling (Tiffany), Edward James Cage (Capitano Berman), Anne-Marie Johnson (Donna Cabonna), Edo Walker (vigile del fuoco)

## Lo Spremitore
- Titolo originale: Juicer Consequences
- Diretto da: Rich Correll
- Scritto da: Michael Feldman

Cory inizia a frequentare il liceo, ma ha sin dall'inizio dei problemi con un bullo pluri-ripetente chiamato Lo Spremitore perché ha la singolare capacità, appunto, di far uscire il succo da qualsiasi cosa. Per evitare guai, Cory si fa amico Lo Spremitore suggerendogli un piano per fare soldi: acquistare i pranzi dagli altri studenti e rivenderli a peso d'oro. Raven (che nel frattempo ha litigato con Chelsea a causa del proprio egocentrismo, ma poi hanno fatto pace) ha una visione in cui Cory viene presumibilmente aggredito dallo Spremitore e si precipita alla sua scuola travestita da addetta della mensa. Lo Spremitore ha una discussione con Cory, ma gli dice che al posto suo "spremerà" il suo amico Larry, e per evitare ciò Raven lancia contro il bullo una polpetta, scatenando successivamente una guerra con il cibo. Raven, Cory, Lenny e Lo Spremitore vengono messi in punizione e costretti a ripulire la mensa.
- Guest star: David Henrie (Larry), Dan Mott (lo Spremitore)
- in questo episodio è assente Eddie Thomas.

## La mini miss
- Titolo originale: Sister Act
- Diretto da: Marc Warren
- Scritto da: Michael Feldman

Raven e Sydney partecipano a un concorso organizzato dal loro centro ricreativo per raccogliere fondi, che sarà presentato da Cory e Stanley mentre Eddie e Chelsea si occuperanno della musica e della coreografia. Raven vuole insegnare a Sydney che l'importante è partecipare, ma quando scopre che tra le sfidanti ci sono Muffy e sua sorella Buffy, decide di puntare alla vittoria. In finale arrivano proprio loro quattro, ma durante la sfilata conclusiva Raven e Muffy iniziano a litigare portando tutti i presenti a fare lo stesso. Quando Raven ha una visione di Sydney che rilascia la corda che tiene un globo gigante che cadrà su Buffy, capisce che si stanno spingendo troppo oltre e fa smettere a tutti di litigare. Tuttavia, Raven, Sydney, Muffy e Buffy vengono squalificate per aver dato luogo a una rissa.
- Guest star: Bobb'e J. Thompson (Stanley), Ashley Drane (Muffy), Rachel Fox (Buffy), Sydney Park (Sydney), Karly Rothenberg (signora Valentine), Buddy Lewis (padre del bambino fastidioso), Darian Bryant (bambino fastidioso)

## Partenza!
- Titolo originale: Checkin' Out
- Diretto da: Richard Correll
- Scritto da: Edward C. Evans e Al Sonja L. Rice

Raven accetta di sostituire Tiffany, malata di varicella, a un servizio fotografico di Boston insieme a Donna Cabonna. Donna le dà un dispositivo portatile che consente di fare videoconferenze, e Raven finisce per farne una con la famosissima fotografa di moda francese Pistache. Tuttavia, giunta al Tipton Hotel di Boston, Raven scopre di aver mandato accidentalmente Pistache a soggiornare al Tipton di Milano. Inoltre Juan e Kvelte, i modelli per una linea design di Pistache, non hanno ottenuto il biglietto aereo da Raven, perciò non sono potuti partire dalla Budapragoslovakia. Raven non trova altra soluzione se non travestirsi da Pistache e "assumere" come modelli i due gemelli biondi he abitano al Tipton, Zack e Cody; tuttavia anche Donna, venuta a sapere dell'errore, si traveste da Pistache, e ha un confronto con Raven sul fatto che quest'ultima, pur avendo problemi col dispositivo, voleva comunque aiutarla e far sì che si fidasse di lei. Mentre Raven e Donna se ne vanno, arriva la vera Pistache grazie a un «jet privato scandalosamente costoso» fatturato da Donna. Inaspettatamente Zack e Cody, che hanno sostituito i modelli veri, vengono molto apprezzati da Pistache, e Raven ha una visione secondo cui la linea da loro pubblicizzata sarà un grande successo. Il mattino seguente, sempre a causa della sua scarsa dimestichezza col dispositivo, Raven perde di poco l'aereo ed è costretta a rimanere a Boston ancora un altro giorno.
Intanto, Cory ed Eddie scoprono che Chelsea è molto brava nel paddleball e vogliono farle battere un Guinness dei primati per vincere il premio di 1000 dollari. Lo sfidante di Chelsea è Stanley, ma è lei a vincere. Tuttavia, Chelsea regala al ragazzino il premio, con grande disappunto di Eddie e Cory, ai quali dice che è quello che si meritano perché avevano pensato solo a guadagnare, mentre a Stanley interessava più la vincita che il record, mentre per lei era il contrario.
- Special guest star: Jasmine Guy (Pistache), Phill Lewis (signor Marion Moseby), Dylan e Cole Sprouse (Zack e Cody Martin)
- Guest star: Bobb'e J. Thompson (Stanley), Annie Wood (Kendra Blair), Tiffany Thornton (Tyler Sparks), Malik Yoba (giudice), Anne-Marie Johnson (Donna Cabonna)
- Note: questo episodio è un cross-over con la serie televisiva Zack e Cody al Grand Hotel, ed è la prima parte di tre episodi intitolati collettivamente Che vita al Grand Hotel, Hannah Montana.

## La pelliccia della discordia
- Titolo originale: Fur Better or Worse
- Diretto da: Eric Dean Seaton
- Scritto da: Deborah Swisher

Donna Cabonna commissiona a Raven la realizzazione del suo primo abito per la nuova linea di abbigliamento autunnale, ma vuole aggiungervi un colletto di pelliccia di cincillà. Chelsea annuncia a Raven che, se non farà in modo di togliere l'uso di pelliccia vera, organizzerà una campagna contro di lei, con il risultato che la loro amicizia si inasprisce fortemente. Raven è convinta che a Chelsea passerà, ma poi ha una visione in cui Donna accoglie controvoglia le richieste dei protestanti e le annuncia che la sua maglia non sarà più prodotta. Chelsea e il suo gruppo occupano gli studi di Donna; la ragazza dichiara all'amica che lei ha molto talento e che avrà sicuramente un'altra occasione, ed è dispiaciuta all'idea che la loro amicizia possa finire a causa di questo, ma Donna è ferma nella decisione che la maglia di Raven sarà prodotta solo se includerà il colletto di pelliccia. Alla fine, per non perdere la sua migliore amica, Raven appoggia la richiesta di Chelsea. Successivamente, Donna rallegra Raven dicendole che vorrebbe commissionarle alcuni suoi design per la linea invernale.
Nel frattempo, Stanley truffa Eddie e Cory vendendogli un gadget che pronuncia frasi romantiche per attirare le donne. I due pensano di fare soldi con le televendite, ma quando Eddie fa alcune dimostrazioni con le ragazza che incontra per strada il gadget sortisce l'effetto contrario, e viene colpito con le borse.
- Guest star: Bobb'e J. Thompson (Stanley), Fred Meyers (Leaf), Jodi Shilling (Tiffany), Ashley-Nicole Sherman (ragazza jamaicana), Anne-Marie Johnson (Donna Cabonna)

## La forza del Bon Ton
- Titolo originale: Mad Hot Cotillion
- Diretto da: Rich Correll
- Scritto da: Michael Carrington

Raven è in punizione per una settimana per essersi dimenticata dell'80º compleanno della prozia Jeanette per aiutare Eddie e Chelsea in un ristorante messicano, soffrendo per la solitudine. Intanto Cory è costretto ad aiutare Lo Spremitore a conquistare una nuova studentessa, Kayla, che partecipa a un corso di bon ton; la ragazza (che aveva letto una poesia giudicata brutta, scritta da Cory ma attribuita allo Spremitore) dice Cory di non ricambiare Lo Spremitore, ma invece inizia a provare qualcosa per lo stesso Cory e lo invita a un ballo che si terrà quella sera. Cory accetta ma per tutto il tempo si comporta in maniera molto maleducata sperando che Kayla non lo voglia più vedere, ma sorprendentemente la ragazza rimane attratta da questo modo di fare: gli rivela di essere attratta dai "cattivi ragazzi", e che i suoi genitori le fanno frequentare il corso di bon ton per farla stare lontana da loro, ma lei non sa resistere. Intanto Lo Spremitore, dopo aver parlato con Raven perché non aveva trovato Cory a casa, decide di partecipare al ballo e comportarsi in maniera elegante ed educata; Raven, che crede erroneamente che Cory sia innamorato di Kayla, lo segue e cerca di non lasciarlo perché ha avuto una visione del fratello singhiozzare dopo che la ragazza ha scelto Lo Spremitore. Quest'ultimo, avendo fatto la stessa errata deduzione di Raven, minaccia Cory, ma Kayla rimane attratta da questa reazione e sceglie di stare con lui, al che Cory si accascia e singhiozza, ma di felicità di essersi tolto questo peso.
- Guest star: David Henrie (Larry), Spencer Locke (Kayla), Dan Mott (lo Spremitore), Amy Tolsky (signora Rothschild), Nita Norris (pro-zia Jeanette)

## Anime gemelle
- Titolo originale:  When 6021 Met 4267
- Diretto da: Eric Dean Seaton
- Scritto da: Dennis Rinsler

Raven organizza una festa per celebrare la sua nuova camera da letto ma non ha l'accompagnatore, così si iscrive a un programma di accoppiamento on-line e il computer le assegna un partner completamente inaspettato: il suo amico Eddie. Nonostante i forti dubbi, Raven ed Eddie provano a darsi un'occasione, ma poi lei ha una visione secondo cui le loro vite da adulti saranno miserabili se rimarranno insieme, così rompono la pseudo-relazione. Durante la festa Raven ha una visione opposta alla precedente, e non sa come comportarsi. Alla fine, Raven e Eddie decidono di fare una prova e si scambiano un bacio, ma non provano nulla. A festa terminata si scambiano un altro bacio, ma anche lì entrambi negano qualsiasi coinvolgimento (seppure non gli sia del tutto dispiaciuto), preferendo rimanere amici.
- Guest star: Bobb'e J. Thompson (Stanley), Ben Ziff (Danny), Andrea Edwards (Loca), Matthew Micucci (bambino nerd), Tyler McKinney (Eddie Jr.)

## Sogni in brodo
- Titolo originale: Soup to Nuts
- Diretto da: Rich Correll
- Scritto da: Dennis Rinsler e Marc Warren

A scuola, contravvenendo ad alcune disposizioni sull'abbigliamento, Raven rompe accidentalmente uno dei suoi bracciali e le perle finiscono sul pavimento facendo cadere il preside Stuckerman, che si fa male alla schiena. Temendo la sua reazione il giorno successivo, e dopo aver avuto una visione secondo cui il preside annuncerà il suo ritiro, Raven si finge malata per restare a casa e farla franca. Victor prepara alla figlia la piccantissima zuppa della nonna, ma il piatto fa fare a Raven strani sogni che la mettono in situazioni bizzarre, come ad esempio essere uno dei personaggi (assieme agli amici e ai familiari) di una sit-com in bianco e nero stile anni '50, in cui il preside Stuckerman appare nei panni di un regista cinematografico, oppure in una versione de Il mago di Oz, in cui il preside "interpreta" la Malvagia Strega dell'Ovest. Risvegliatasi, Raven trova in soggiorno il padre, il fratello, Eddie, Chelsea e lo stesso preside Stuckerman, scoprendo che mentre lei era assente quest'ultimo ha portato tutti gli studenti dell'ultimo anno in un parco divertimenti; inoltre il preside rivela che la caduta gli ha fatto bene perché gli ha riallineato l'intera spina dorsale, così per celebrare ha voluto portare fuori gli studenti, e ha deciso che non si ritirerà.
- Guest star: Steve Hytner (preside Harry S. Stuckerman)

## I Sigma
- Titolo originale: Members Only
- Diretto da: Rich Correll
- Scritto da: Theresa Akana e Stacee Comage

Eddie cerca disperatamente di diventare un membro dei Sigma, il circolo più esclusivo della scuola. Due membri del gruppo, Dylan e Jordan, decidono di accogliere Eddie dopo averlo scambiato per un rubacuori, avendolo visto in compagnia di Raven e Chelsea; queste ultime, per sostenere l'amico, accettano di proseguire la farsa. L'ammissione però non è così semplice, e Eddie viene sottoposto ad alcune dure prove, in cui i membri dei Sigma si approfittano della sua disponibilità. Quando un giorno un membro dei Sigma sente i tre amici discutere sul fatto che Eddie non è così popolare con le donne, lo sottopongono a un'ulteriore prova che consiste nel completare entro un giorno una lunghissima serie di compiti, anche umilianti. Dopo che tutte le richieste sono state esaudite, i Sigma danno appuntamento a Eddie al loro tavolo durante il pranzo, ma Raven ha una visione di loro che ammettono di aver saputo che Eddie non è un rubacuori, quindi tutto ciò che hanno fatto avrebbe avuto il solo scopo di umiliare loro tre. Raven, Eddie e Chelsea progettano di far cadere sui Sigma i baked beans. Incredibilmente i Sigma dicono a Eddie che lo accettano nel gruppo, ma Raven e Chelsea interpretano male un gesto dell'amico e fanno cadere sui membri del gruppo i fagioli; ovviamente i Sigma scaricano Eddie. In seguito, quest'ultimo dice alle amiche che se deve mentire e imbrogliare per entrare in un gruppo allora è meglio che non sia successo, e tutti e tre vengono messi in punizione.
Nel frattempo, Cory intende fare uno scherzo a Raven spaventandola con un grillo, ma per una distrazione l'animale gli sfugge. Cory se ne accorge solo quando torna a casa da scuola, con Victor che lo rimprovera perché ormai è abbastanza grande per fare questo genere di scherzi alla sorella, e perché il frinire del grillo lo ha tormentato per tutto il giorno. Questa situazione durerà per ancora per moltissime ore.
- Guest star: B.J. Britt (Dylan), Colin Kim (Jordan), Heath Daniels (membro dei Sigma)

## La ragazza delle nevi
- Titolo originale: The Ice Girl Cometh
- Diretto da: Rich Correll
- Scritto da: Al Sonja L. Rice

Raven viene invitata da Chelsea e sua madre Joni a trascorrere un fine settimana in montagna per una sorta di ritiro spirituale durante il quale poter entrare in contatto con le proprie emozioni interiori, e accetta dopo aver avuto la visione di un ragazzo carino che la invita a una festa. I passatempi di Chelsea e sua madre sono però talmente incomprensibili che Raven cerca di fuggire dalla baita per andare alla festa, ma un ranger comunica loro che una tormenta terrà bloccato il passaggio per almeno tre giorni. Dopo aver tentato comunque di andare alla festa deludendo l'amica, Raven ci ripensa, ma rimane bloccata fuori dalla porta, finisce congelata e viene scongelata da Chelsea e Joni. Raven si scusa con le due per come si è comportata e porta a termine il weekend.
Intanto, Eddie entra a far parte della band di Cory come cantante, e approfittando della presenza del celebre Mitch, un amico di Victor che è stato discografico, suonano per essere scritturati da lui. L'uomo però rivela ai ragazzi che non lavora più come dj hip hop, ma come musicista country. Durante una serata al The Chill Grill, Mitch invita alcune sue vecchie conoscenze nel campo dell'hip hop, ma questo Cory, Larry, William ed Eddie non lo sanno, e si presentano in versione country. Victor non fa in tempo ad avvisare i ragazzi, che sfortunatamente perdono questa occasione. Il gruppo decide di tornare allo stile originale, ma fanno un'eccezione quando su un giornale leggono un annuncio per una band di musica celtica e una paga di 200 dollari.
- Special guest star: Amy Yasbeck (Joni Daniels)
- Guest star: David Henrie (Larry), Frankie Ryan Manriquez (William), Dorien Wilson (Mitch), Nathan O'Farrell (Brent)

## Raggi di sole
- Titolo originale: Rae of Sunshine
- Diretto da: Eric Dean Seaton
- Scritto da: Lanny Horn

Raven partecipa controvoglia a un campeggio dalle ragazze scout dei Raggi di sole, che viene annullato per un acquazzone. Raven offre casa sua per allestire un campo, cosicché Sidney possa legare con le altre bambine, ma la ragazzina inizia a prendere in giro Raven per essere accettata dal gruppo. Buffy decide di organizzare uno scherzo contro Raven e Sydney prova ad avvertirla, ma se ne va dopo che la sente mentre telefona a Chelsea (che è al cinema) dicendole quanto lei sia la più indisponente di tutte. Raven viene intrappolata in una rete appesa alla soffitta, ma alla fine tutte le ragazzine fanno pace con lei e trascorrono una bella nottata.
Intanto, Cory va al cinema insieme a Eddie e Chelsea, nella speranza di godersi un film in santa pace. Purtroppo durante la proiezione viene continuamente infastidito, e nell'unico momento in cui risponde male ai disturbatori è proprio lui ad essere portato fuori dalla sala. Eddie e Chelsea raggiungono a casa sua Cory (che ha in programma di rivedere il film per intero la settimana successiva con Larry) e gli spoilerano il finale.
- Guest star: Sydney Park (Sydney), Rachel Fox (Buffy), Karly Rothenberg (signora Valentine), Sammi Hanratty (Taylor), Vanessa Elliott (Nicole), Johari Johnson (usciere del cinema), Jansen Nichols (fidanzato di Nicole)

## Di nuovo amiche
- Titolo originale: The Dress is Always Greener
- Diretto da: Eric Dean Seaton
- Scritto da: Deborah Swisher

La lealtà di Raven verso Donna Cabonna viene messa alla prova quando Lora Stelladora, la rivale ed ex migliore amica di Donna, si trasferisce al piano di sopra e cerca di attirare Raven offrendole un lavoro come stilista. Raven ha una visione di Donna che la licenzia e pensa di anticiparla, ma parlandoci invece la stilista le dice che si scusa per averla trattata con durezza ma che lo ha fatto perché vede in lei molto potenziale. Comunque Raven, allettata dalla proposta di Lora, finisce per tenere il piede in due staffe, ma viene scoperta e sia lei che Donna che Lora finiscono in ascensore. Qui, Donna e Lora si confrontano sui motivi che le hanno portate a interrompere i rapporti (quando erano entrambe tirocinanti della stilista Yvonne St. LaBlue, lei le mise l'una contro l'altra), e finalmente tornano di nuovo amiche. Comunque Donna licenzia Raven per aver agito alle sue spalle, ma poi la riassume perché confida molto nel suo talento.
Nel frattempo, Eddie e Chelsea mostrano a Victor e Cory una patata coltivata dalla ragazza dalla forma curiosa: sembra il volto di Abraham Lincoln. Cory non si lascia perdere un'altra occasione per fare soldi e propone a Eddie di far pagare la gente per vedere brevemente la patata e comprare gadget dedicati. Chelsea, dopo aver scoperto che fanno pagare la gente, interrompe il loro business e cerca di riprendere la patata, ma i due se la lanciano a vicenda fino a che la patata si rompe cadendo al suolo. Il giorno dopo, Cory e Eddie si scusano con Chelsea e le mostrano la ricevuta della donazione della cifra raccolta per il giardino. Subito dopo Cory trova un biscotto a forma del viso di Vin Diesel e pensa di aprire un business su questo, e stavolta anche Chelsea è d'accordo, ma Victor non ci fa caso e lo mangia.
- Speciale guest star: Kathy Najimy (Lora Stelladora)
- Guest star: Jodi Shilling (Tiffany), Angela Walton (donna nell'ascensore), Anne-Marie Johnson (Donna Cabonna)

## Scherzi scolastici
- Titolo originale: Teacher's Pet
- Diretto da: Rondell Sheridan
- Scritto da: Al Sonja L. Rice

Alla classe di Raven piace Courtney Dearborn, la nuova e giovane insegnante di storia. Raven, che si sente molto in confidenza con lei, le chiede sfacciatamente di rinviare un compito in classe perché nessuno ha voluto studiare, ma l'insegnante si rifiuta. Courtney, dato che l'intera classe ha ammesso di essere impreparata, decide di posporre il test di un giorno perché non avrebbe senso farlo se tutti avranno delle insufficienze certe. Raven si presenta in classe vestita da disinfestatore e getta per terra un ragno di gomma facendo scappare in preda al panico Courtney, che è terrorizzata dai ragni. Raven ha una visione di Courtney mentre viene licenziata dal preside Stuckerman, così confessa al preside cosa ha fatto, ma lui non le crede e la professoressa viene licenziata. Per convincere il preside, Raven preleva un ragno dal laboratorio di scienze, ma l'animale scappa dalla gabbia e finisce addosso al preside, che fugge allo stesso modo di Courtney; poco dopo, anche Raven fa lo stesso. Courtney viene riassunta e la classe sostiene il test di storia.
Nel frattempo Cory, Larry e William fanno delle audizioni per cercare una cantante per la loro band, ma si presenta anche Lo Spremitore, che di fatto li obbliga a sceglierlo. I tre fanno finta di sciogliersi ed escono di casa, ma poi sentono una voce angelica cantare, ed è proprio quella dello Spremitore, come lui stesso aveva detto loro in precedenza. Comunque, è Lo Spremitore stesso a non voler più far parte della band.
- Guest star: Candace Cameron Bure (Courtney Dearborn), David Henrie (Larry), Frankie Ryan Manriquez (William), Dan Mott (lo Spremitore), Curtis William Jr. (Dorian), Steve Hytner (preside Harry S. Stuckerman), Jasmine Villegas (Patty)

## Il compleanno di Eddie
- Titolo originale: The Way They Were
- Diretto da: Eric Dean Seaton
- Storia di: Deborah Swisher
- Scritto da: Theresa Akana e Stacee Comage

Eddie compie gli anni e Raven vuole organizzargli una festa di compleanno speciale, alla quale riesce a far venire entrambi i suoi genitori divorziati.
Eddie compie gli anni, così Raven e Chelsea gli organizzano a casa della prima una festa di compleanno speciale alla quale riescono a far venire entrambi i suoi genitori divorziati, Lynn e Michael. Per via di una visione in cui li vede ridere e scherzare, Raven crede che i due torneranno insieme e dà a Eddie la buona notizia, ma durante la festa Lynn e Michael dicono a Raven che non intendono assolutamente tornare insieme, anzi, ridono alla sola idea. Quando Raven spiega a Eddie questa cosa il ragazzo, che aveva mostrato ai presenti una foto del loro matrimonio e cantato una canzone, ci rimane molto male. Raven ha una visione in cui sembra che Eddie prenda un biglietto di sola andata per Albuquerque, e Chelsea lo rivela accidentalmente ai suoi genitori, che poi sono gli unici a rimanere. Le due raggiungono la stazione dei treni, dove Eddie spiega che c'è stato un malinteso e che va lì quando ha bisogno di riflettere, e per mangiare hot-dogs. Eddie sa che non è colpa sua se i suoi genitori si sono separati, tuttavia sta comunque male per il fatto di non avere la famiglia riunita, ma ringrazia le amiche per esserci sempre per lui. Quando i tre tornano indietro, Lynn e Michel spiegano al figlio che sebbene loro due non intendano tornare insieme, lo amano e sempre lo ameranno, e hanno deciso che d'ora in poi festeggiaranno il suo compleanno sempre insieme.
- Guest star: Rae Dawn Chong (Lynn Thomas), Geoffrey Owens (Michael Thomas), David Henrie (Larry), Frankie Ryan Manriquez (William), Shon Little (chef Heimlich), Dallas Henry (Stu)

## Colpevole di innocenza
- Titolo originale: Where There's Smoke
- Diretto da: Eric Dean Seaton
- Scritto da: Edward C. Evans

Raven trova una sigaretta nei pantaloni del fratello e teme che abbia iniziato a fumare: in realtà, quelle sono le sigarette che Cory aveva sequestrato alla sua ex fidanzata Cindy, alla quale ha promesso di non dirlo a nessuno se smetterà di fumare. Raven ha una visione in cui Cory nasconde un pacchetto di sigarette ed è quindi certa che le abbia mentito, così si nasconde sotto il suo letto, e quando arriva Larry fraintende una loro conversazione credendo che entrambi fumino, quando in realtà stavano parlando di un videogioco; rimasta sola, fruga nei cassetti e trova il pacchetto incriminato, poi ne parla con Eddie e Chelsea (che nel frattempo hanno cucinato una nuova casserole per il sindaco dopo essersi sbafati quella cucinata in precedenza, ma finiscono per divorare anche questa). Raven invita a casa anche William e Cindy perché parlino con Cory, e quando il ragazzo torna da casa di Larry se ne vuole subito andare visto che nessuno gli crede; a sorpresa arriva anche Lo Spremitore, chiamato sempre da Raven. Alla fine Cindy ammette di essere lei quella che fuma, giura che dopo ciò che ha sentito non lo farà mai più e si scusa con Cory per averlo messo nei guai. Arriva Larry, il quale conferma un'ipotesi che Chelsea aveva fatto, ovvero che quella che Raven aveva sentito tra lui e Cory era una conversazione sul videogioco di corse automobilistiche Drag Race 3000. Lo Spremitore si lamenta di aver preso il bus ma di non aver niente da spremere, così Cindy gli dà il pacchetto di sigarette per farlo. Successivamente, Eddie e Chelsea si scusano con Raven per aver mangiato la casserole cucinata da Victor per il sindaco, che hanno provveduto a ricucinare finendo per mangiare anche quella; ne hanno preparata un'altra, ma scoprono che Lo Spremitore la sta mangiando, così devono prepararne ancora un'altra.
- Guest star: David Henrie (Larry), Frankie Ryan Manriquez (William), Dan Mott (lo Spremitore), Jordyn Colemon (Cindy)